# Tekken 6
Tekken 6 is een computerspel en het zesde deel in Namco's Tekken-serie. Het spel werd in november 2007 uitgebracht als arcadespel. Op 11 december 2009 verscheen in Europa een port voor de PlayStation Portable.

## Verhaal
Omhuld in mysterie kwam The King Of Iron Fist Tournament 5 tot een eind met het verlies van Jinpachi Mishima door de handen van Jin Kazama.
Jin nam de Mishima Zaibatsu over en gebruikte de Tekken Force om geheime informatie en paramilitaire operaties uit te voeren. Als gevolg daarvan werd het volk paranoïde en snel groeiden wereldwijd kleine incidenten uit tot grootschalige conflicten. Overheden over de gehele wereld raakten machteloos, terwijl de chaos zich verspreidde. Op het hoogtepunt van verwarring en vernieling kwam de Mishima Zaibatsu vanuit de duisternis tevoorschijn. Jin gebruikte het volledig potentieel van zijn militaire macht, waarmee de Mishima Zaibatsu haar dominatie tegenover de overheden verklaarde.
De Mishima Zaibatsu nam de wereld met een overweldigende macht over. Als reactie stelde G Corporation zich op als oppositie en begon met het bedwingen van de Tekken Force op wereldwijde schaal. Uitgeroepen tot redder van het volk, besluit G Corporation een royale beloning uit te loven voor degene die Jin Kazama levend kan vangen. In een poging om de volgende stap te zetten in de oorlog, werd The King Of Iron Fist Tournament 6 aangekondigd door de Mishima Zaibatsu.
Sommigen zoeken roem. Sommigen zoeken de beloning voor de vangst van Jin. Sommigen zoeken een manier om hun innerlijke demonen te verbannen. Iedere vechter heeft een unieke reden. Welkom bij The King Of Iron Fist Tournament 6.

## Personages
- Jin Kazama
- Kazuya Mishima
- Heihachi Mishima
- Alisa Bosconovitch
- Anna Williams
- Armor King
- Asuka Kazama
- Azazel
- Baek Doo San
- Bob
- Bruce Irvin
- Bryan Fury
- Christie Monteiro
- Craig Marduk
- Eddy Gordo
- Feng Wei
- Ganryu
- Hwoarang
- Jack-6
- Julia Chang
- King
- Kuma
- Lars Alexandersson
- Lee Chaolan
- Lei Wulong
- Lili Rochefort
- Leo Kliesen
- Ling Xiaoyu
- Marshall Law
- Miguel Caballero Rojo
- Mokujin
- NANCY-MI847J
- Nina Williams
- Panda
- Paul Phoenix
- Raven
- Roger Jr.
- Sergei Dragunov
- Steve Fox
- Wang Jinrei
- Yoshimitsu
- Zafina

## Nieuwe ontwikkelingen
Volgens Harada zal het spel het grootste aantal personages van alle Tekken-spellen bevatten. In totaal zullen er 42 personages meedoen in het spel.
- Elke frame-animatie is voor alle personages aangepast.
- Het spel zal High Definition ondersteunen
- Het schermformaat is aangepast naar 16:9
- Het spel heeft snellere laadtijden dan zijn voorgangers
- Veel levels zullen zowel een dag- als nachtversie kennen.
- Het spel zal een online multiplayermode krijgen.[1]
- Het spel voegt een nieuw "rage"-systeem toe, welk een personage meer kracht geeft wanneer zijn vitaliteit laag is.[2]
- Het spel voegt een "bound"-systeem toe, waarbij de tegenstander bij sommige aanvallen stuitert en combo's zo in twee helften verdeeld worden
- Het spel introduceert ook de mogelijkheid om tegenstanders aan te vallen met voorwerpen.
- Het itemsysteem is helemaal vernieuwd en werkt voortaan met layers, waardoor items op de characters realistischer ogen

## Scenario Campaign
Scenario Campaign is een nieuwe mode, welke zich tot het paradepaardje van Tekken 6 moet ontvouwen. Deze mode is hevig gebaseerd op de Tekken Force Mode uit Tekken 3 en Tekken 4. In deze mode kan je een personage kiezen en diens verhaallijn nalopen. Tijdens het doorlopen word je bijgestaan door een andere personage en verder zijn alle reguliere aanvallen beschikbaar behalve worpen. Het enige verschil qua beweging is dat de linkerjoystick gebruikt moet worden voor voortbeweging. De pijltoetsen zijn bedoeld voor de aanvallen. Katsuhiro Harada heeft bevestigd dat de manier van bewegen aan te passen is met L2 op de PlayStation 3, zodat de mode ook met een arcadestick gespeeld kan worden. Met behulp van een wereldkaart ga je plek na plek af. Op elke plek liggen diverse items verspreid, zoals Fight Money en customizations. Scenario Campaign zal meerdere scenario's bevatten en tussendoor zullen tussenscenes plaatsvinden.
Scenario Campaign beschikt ook over een online co-op functie, waardoor je online met zijn tweeën tegelijkertijd de mode kunt doorlopen.